# Valdemar Ulrich von Löwendal
Le baron Ulrik Frederik Valdemar Løvendal, appelé également Waldemar Gyldenløve, (né le 25 septembre 1660; †  24 juin 1740 à Dresde) est un aristocrate dano-norvégien, ministre et maréchal de la cour de Saxe. Au cours de la Grande guerre du Nord, il servit comme gouverneur militaire de Norvège de 1710 à 1712.

## Carrière
Löwendal est le fils des comtes danois Ulrik Frederik Gyldenløve et Sophie Urne, elle-même fille du haut-maréchal de la cour de Danemark. Gyldenløve était un bâtard du roi Frédéric III et de Margrethe Pape, d’extraction bourgeoise et élevée par la suite au rang de baronne de Löwendal.
Löwendal servit d'abord sous la bannière des Provinces-Unies puis se mit au service du Saint Empire, et enfin de la Couronne du Danemark, qui lui confia en 1700 le grade de brigadier des dragons, en poste dans le duché de Holstein. Il fut ensuite négociant au port de Hambourg, et épousa une cousine de la comtesse Anne-Constance von Cosel (maîtresse du prince-électeur de Saxe), Dorothea von Brockdorff.
À la mort prématurée de sa femme, en 1706, Löwendal put, grâce à l'appui de la comtesse Cosel, être admis à la cour de Dresde, où il fut rapidement distingué : entré dès l'année suivante au service du prince-électeur Frédéric-Auguste de Saxe, il devint président de la chambre des comptes et Directeur-général des Mines au sein du conseil princier officieux mis en place en 1706. Mais au terme d'une entrevue avec le roi Frédéric IV, en visite à Dresde, Auguste de Saxe accepta de mettre Löwendal à disposition du Danemark en 1710. Löwendal fut nommé gouverneur militaire, chef d'état-major de l'armée et gouverneur général de Norvège. Il succède à Johan Vibe et sera remplacé par Claus Henrik Vieregg. Son action à ce poste lui valut d'être décoré l'"année suivante de l’Ordre de l'Éléphant, qui est, encore de nos jours, la distinction suprême au Danemark.
De retour à la cour de Saxe en 1712, Löwendal fut nommé haut-maréchal de la cour et conseiller officiel par le prince-électeur. En 1717 il était élevé au rang de ministre, et en 1721 fut décoré de l’Ordre de l'Aigle blanc, décoration polonaise (car Auguste était aussi roi de Pologne).
Löwendal mourut le 24 juin 1740 à Dresde et fut inhumé aux côtés de sa seconde femme Benedicta Margareta et de leurs quatre enfants, décédés prématurément, dans le caveau des Löwendal, situé sous la chapelle princière dans la moitié nord de l'église Saint-Nicolas de Bockwitz, à Lauchhammer.

## Possessions

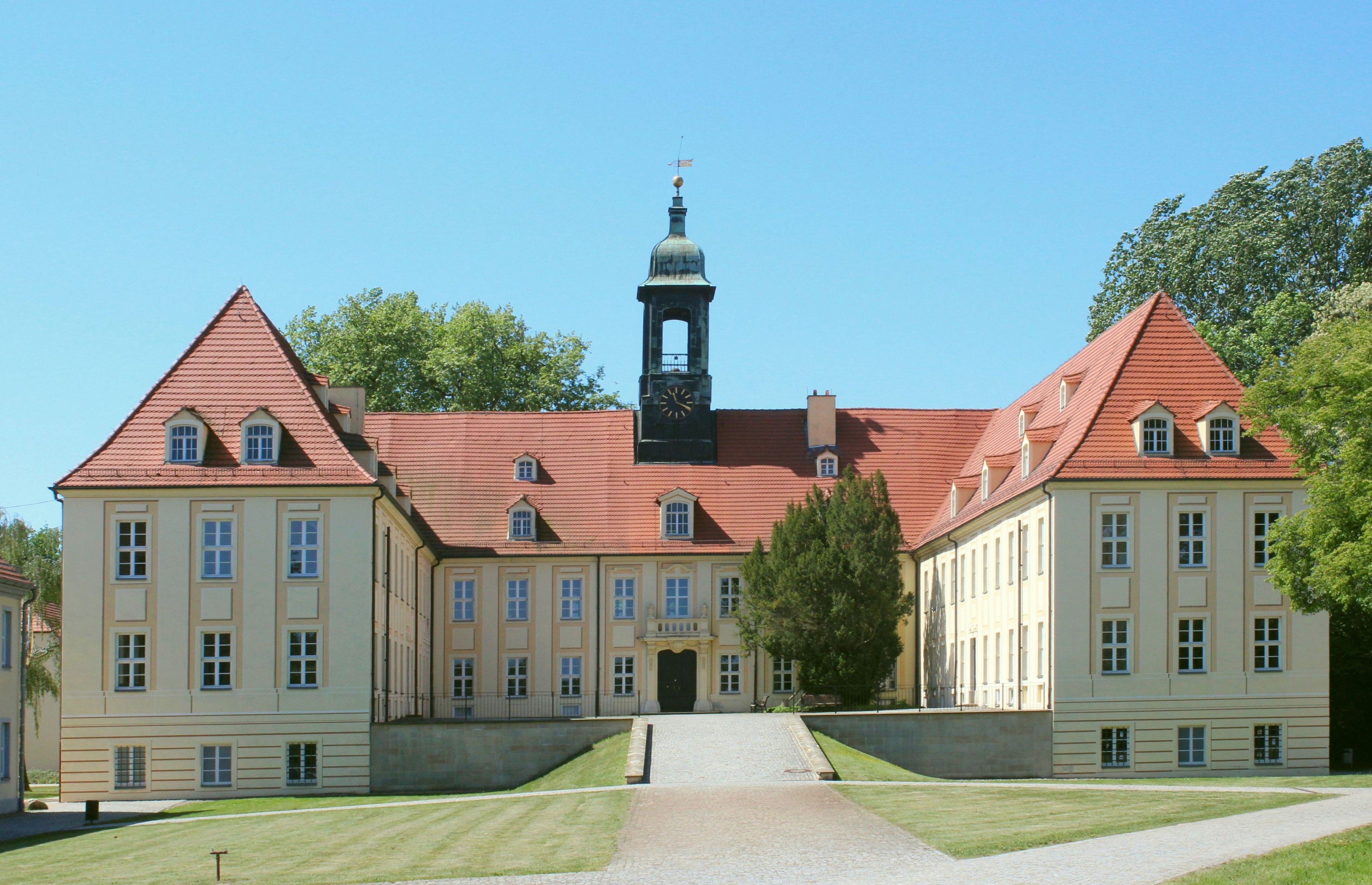
Façade ouest du Château d'Elsterwerda.

Peu après son arrivée à la cour de Saxe, en 1708, Löwendal reçut du prince la terre d’Elsterwerda. Il fit raser une grande partie du château fort quadrangulaire, dont l'emplacement est aujourd'hui occupé par le lycée du château d'Elster, et fit édifier dans la moitié orientale un château classique à ailes symétriques faisant avant-corps ; mais par la suite les difficultés financières le contraignirent, le 20 mars 1727, à revendre la propriété, y compris Krauschütz (de) et Kotschka (de), au roi Auguste pour la somme de 10 500 thalers.
En 1716, il avait hérité des terres de Mückenberg et de Saathain. Mückenberg devint bientôt la résidence de sa seconde femme Bénédicte et de leurs quatre enfants, décédés prématurément. Löwendal offrit la terre de Mückenberg et les six villages qui en dépendaient, à son épouse et ses héritiers et en 1722 la transaction fut confirmée par le royaume. Informée de la richesse des terrains en fer des marais, la baronne créa en 1725 les forges de Lauchhammer : elle devint ainsi le premier entrepreneur industriel de Basse-Lusace et la fondatrice de ce bassin industriel.
En outre, von Löwendal possédait des terres à Holldorf.

## Famille et descendance
- Frédéric III de Danemark liaison avec Margrethe Pape, nommée par la suite baronne de Löwendal ;
  - Ulrik Frederik Gyldenløve et Sophie Urne ;
    - Valdemar Ulrich von Löwendal marié le 16 février 1687 avec Dorothea von Brockdorff (1672-1706) ;
      - abbé Ulrich Frédéric de Lowendal (1694-1754), associé libre de l'Académie royale de peinture et de sculpture en 1747 ;
      - baronne Hedevig Løvendal (1695-1725), mariée au comte Carl Friedrich von Schmettau (1691-1728)
        - Waldemar von Schmettau (1719-1785)

      - comte Ulrich Friedrich Woldemar von Löwendal (1700-1755), maréchal de France ;

    - Valdemar Ulrich von Löwendal se remarie le 29 janvier 1709 avec la comtesse Benedicta Margaretha von Rantzau (en), qui lui donna quatre enfants tous décédés prématurément :
      - baron Auguste de Löwendal,
      - baronne Anne-Sophie de Löwendal,
      - baron Friederic-Auguste de Löwendal,
      - baronne Marguerite-Adélaïde Bénédicte de Löwendal.

## Dans les médias
- L'acteur Gunter Schoß (en), dans une dramatique radio de la Mitteldeutscher Rundfunk, La comtesse Cosel (Walter Niklaus, 2001), interprète le général Löwendal[2].

## Sources et témoignages
- Margarete Noack, « „Löwendahl“ in„ Elsterwerdaer Geschichtsblätter“ », Historisches Archiv der Stadt Elsterwerda, no 4,‎ 2010, p. 11-12
- Eduard Vehse, „Geschichte der deutschen Höfe seit der Reformation“, vol. 32-33, 1854 (lire en ligne), p. 324 et suiv.
- Margitta Coban-Hensel, Staatliche Schlösser, Burgen und Gärten, vol. 12.2004, 2005, « Schloss Elsterwerda unter der Herrschaft der Wettiner », p. 94 à 113
- (de) Franz Menges, « Löwendahl, Woldemar Graf von », dans Neue Deutsche Biographie (NDB), vol. 15, Berlin, Duncker & Humblot, 1987, p. 89–90 (original numérisé). (Biographie de son fils avec évocation du père)

- (de) Cet article est partiellement ou en totalité issu de l’article de Wikipédia en allemand intitulé « Woldemar Freiherr von Löwendal » (voir la liste des auteurs).